# Chiesa dei Santi Fabiano e Venanzio
La chiesa dei Santi Fabiano e Venanzio è una chiesa di Roma, nel quartiere Tuscolano, in piazza di Villa Fiorelli. È la chiesa dei camerinesi residenti a Roma.
La chiesa fu costruita nel 1936 dall'architetto Clemente Busiri Vici ed eretta a parrocchia da Pio XI il 10 agosto 1933. L'interno si presenta a tre navate; il presbiterio è coronato da un mosaico, che copre tutta la parete, raffigurante Cristo benedicente con i santi Fabiano e Venanzio. Nei locali della chiesa vi sono opere della distrutta chiesa dei Santi Venanzio e Ansovino.

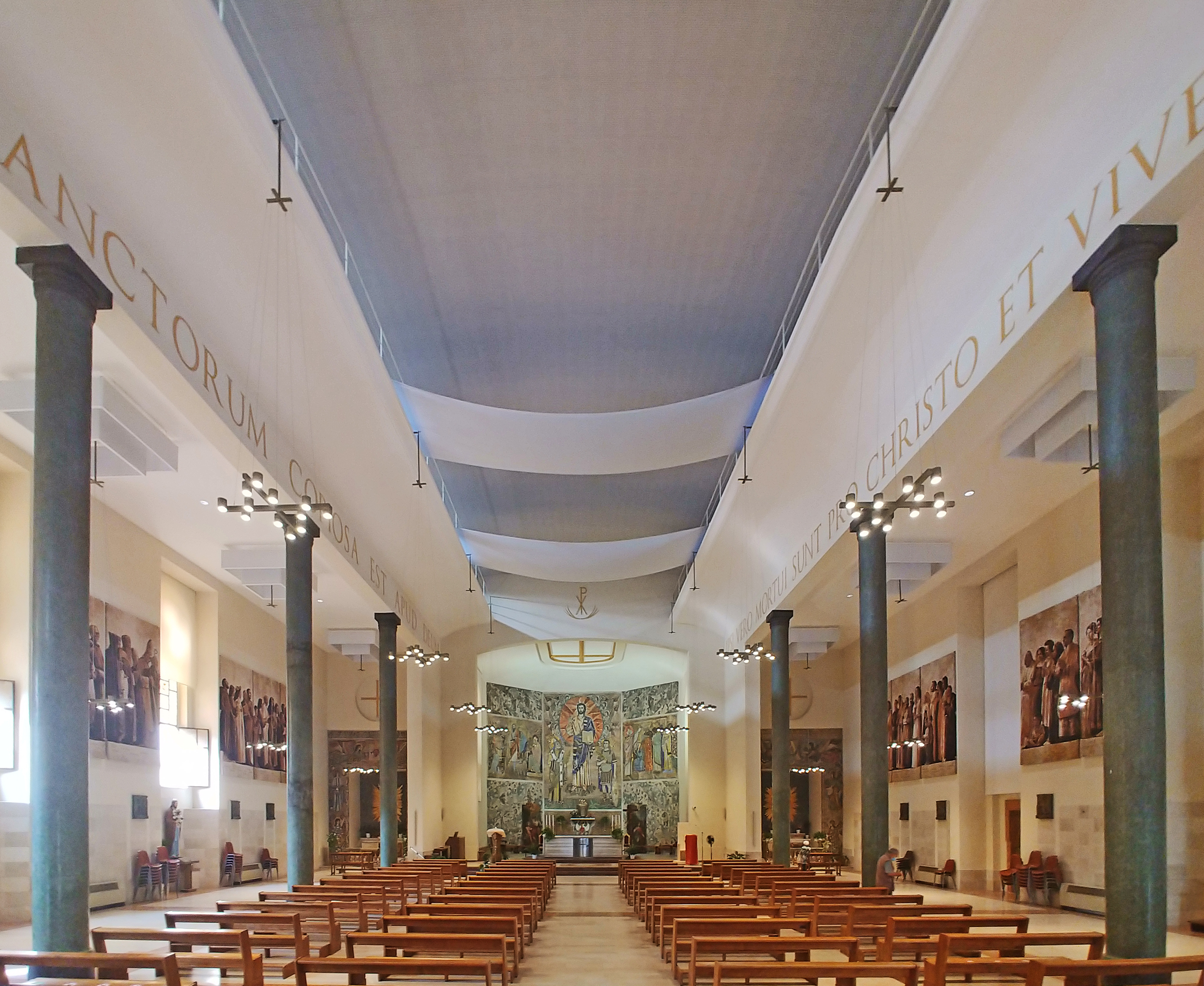
Interno della chiesa.

Nella facciata della chiesa vi sono due lapidi commemorative. La prima ricorda il bombardamento alleato (incursione aerea di Roma del 13 agosto 1943), fece 1.500 morti e colpì in parte anche la chiesa, e la visita immediata di papa Pio XII; la seconda ricorda don Andrea Santoro, sacerdote fidei donum, che fu parroco in questa chiesa dal 1994 al 2000 e che fu ucciso in Turchia il 5 febbraio 2006.
La chiesa è titolo cardinalizio col nome di Santi Fabiano e Venanzio a Villa Fiorelli.

## Note

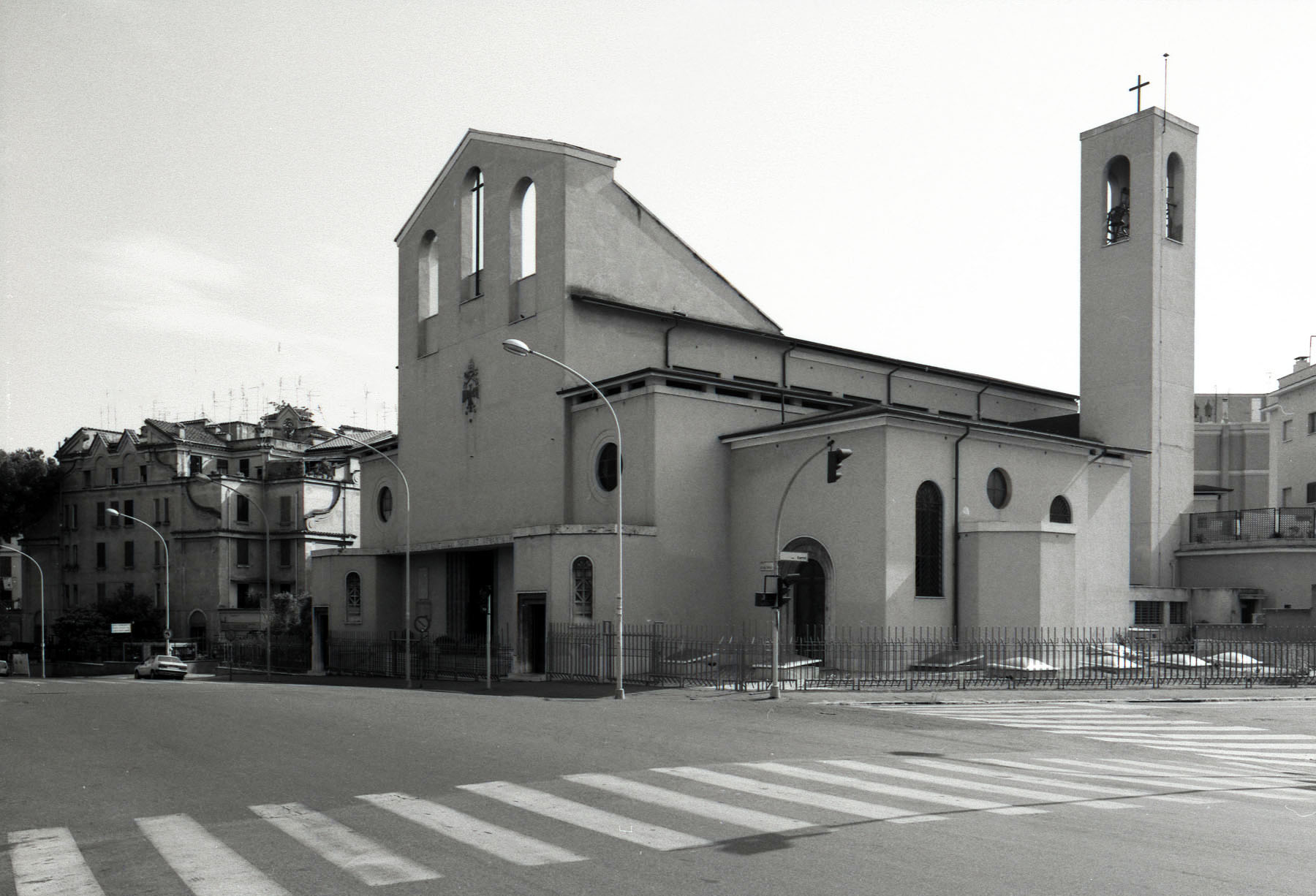
Chiesa dei Santi Venanzio e Fabiano